# آنا ماريا جوبيك
     لشخصية أخرى تحمل اسم آنا ماريا، طالع آنا ماريا (توضيح).

آنا ماريا جوبيك (بالبولندية: Anna Maria Jopek)، مغنية بولندية ولدت يوم 14 ديسمبر 1970 ، في وارسو.

## انظرايضا
- إديثا غورنياك
- كلاوديا سيسلا
- ماجدالينا تول

## وصلات فنية
- آنا ماريا جوبيك على موقع IMDb (الإنجليزية)
- آنا ماريا جوبيك على موقع ميوزك برينز (الإنجليزية)
- آنا ماريا جوبيك على موقع ديسكوغز (الإنجليزية)
- آنا ماريا جوبيك على موقع قاعدة بيانات الفيلم (الإنجليزية)